# Гийас ад-Дин Махмуд ибн Мухаммад
Гийас ад-Дин Махмуд (перс. غیاث الدین محمود‎‎; ? — 1212) — султан Гуридской империи (1206—1212). Племянник и преемник Муиз ад-Дина Мухаммада.

## Биография
Гийас был сыном Гийаса ад-Дина Мухаммада (1139—1202), султана Гуридского государства (1163—1202), который был старшим братом Муиз ад-Дина Мухаммада. Когда султан Муиз ад-Дин Мухаммад был убит в 1206 году в Индии, в Гуридской империи вспыхнула гражданская война. Тюркские гулямы поддерживали Гийаса, в то время как местные иранские солдаты поддерживали Баха ад-Дина Сама II (1192—1206). Баха ад-Дин Сам II, однако, умер через несколько дней, что заставило иранских солдат поддержать двух его сыновей Джалал ад-Дина Али и Ала ад-Дина Мухаммада. Между тем, Фирузкух находился под контролем гуридского принца Зия ад-Дина Мухаммада. Однако Гийасу удалось победить их всех и короновать себя как султана империи Гуридов. Однако Джалал ад-Дин сумел захватить Газни и сделал своего брата правителем города.

## Правление
Тюркский полководец Тадж ад-Дин Йылдыз вскоре сумел отнять Газни у сыновей Баха ад-Дина Сама II, но затем признал власть Гийаса. Гийас, не обрадованный тем, что Тадж-ад-Дин контролирует Газни, и не смея оставить Гура без защиты, обратился за помощью к хорезмшаху Ала ад-Дину Мухаммаду II. Однако Мухаммад вместо этого вторгся во владения Гийаса ад-Дина, захватив Балх и Термез. К счастью для Гийаса, Мухаммад был взят в плен в войне с Кара-киданьским ханством. Хусейн ибн Хармиль, бывший гуридский генерал, перешедший на сторону хорезмийцев, вскоре вступил в переговоры с Гийасом. Однако переговоры оказались бесплодными, и Гийас ад-Дин послал войско против Хусейна, которое, однако, потерпело поражение.
Тринадцать месяцев спустя Ала ад-Дин Мухаммад был освобожден из плена и вновь вторгся во владения Гийаса, захватив Герат. Затем Мухаммад вторгся в Гор, родовое гнездо Гуридов, и захватил в плен Гийаса ад-Дина. Тогда Гийас согласился признать власть хорезмшаха Мухаммада и оставался правителем династии Гуридов до тех пор, пока он не был убит в 1212 году. Его наследник его сын Баха ад-Дин Сам III.